# Ра
Ра (арап. رع) (понекад изговарано као „Ри“ по Коптима и „Фра“, и касније као Амон Ра, директног значења „Сунце“) је било главно божанство у религији старог Египта до пете династије. Ра је углавном идентификован као Сунце, а средиште његовог култа је био Хелиополис, што на грчком значи „град Сунца“.
По Волису Баџу, Ра је био једини бог египатског монотеизма, од којег су сви остали богови били само фазе, манифестације и облици. Химна богу Ра (око 1370. п. н. е. је била написана да нагласи пантеистичку природу Ра да би се одбранила од наступајућих политеистичких религија. У овој химни је описано неколико божанстава, не као посебних бића, него као облика бога Ра. На примјер:
- „Нека је молитва теби, о Ра, ти узвишена моћи, који улазиш у одаје Амента, гле твоје тијело је Тему“.
- „Нека је молитва теби, о Ра, ти узвишена моћи, који улазиш у тајну палату Анубиса, гле твоје тијело је Кепера.“

Током каснијег периода староегипатске историје, Ра је био обухваћен у богу Хорусу, као Ра-Хоракти. Ра је господарио небом, земљом и подземним светом, а такође је био повезиван са соколом.
Зна се да ријеч „Ра“ значи „Сунце“, али постоји и мишљење да ријеч може бити варијанта или повезана са ријечју „креативан“. Како је његов лик створен у египатском пантеону, Ра обично замјењује Атума као отац, дјед и прадјед божанстава Енеадa, и постаје стваралац свијета. Вјероватно је такође да је Ра створио Секмета, који је потом постао Хатор, богиња у облику краве, након што је довољно казнила људски род као осветничко Око Ра, па се за Ра обично каже да је отац од обоје и брат Озириса. На крају, по вјеровању људи су створени од суза бога Ра, те су се Египћани називали „стадом бога Ра“.

## Симболика
| D10 |

Око Ра
Ра се у умјетности обично приказивао као човјек, са фараонском круном (знак краљевства над осталим божанствима) и Сунцем изнад главе. Обично има главу сокола, као Хорус. Каткад је приказиван другачије у зависности од положаја Сунца на небу. При изласку Сунца је био приказиван као дијете, у подне као човјек, а у сумрак као старац. Разлог овом сталном старењу је од Египћана објашњавано његовим одсуством са свијета док су Озирис и Хорус владали умјесто њега. Уз ово се обично веже и мит по ком Изида може преварити Ра као старца, пошто влада на земљи као фараон, па сазнати његово тајно име а тиме и тајну његове моћи. Ра је дијелио мноштво симбола са другим сунчевим божанствима, посебно Хорусом.
Слиједи интерпретација неких од симбола:
- Птица Бену је Раова „ба“, и симбол ватре и поновног рођења.
- Обелиск представља сунчеве зраке и био је обожаван као дом Ра.
- Пирамиде су биле окренуте у смјеру од истока ка западу, вјероватно у смјеру кретања Сунца.
- Уреус, кобра која се обично приказивала као обмотана око сунчевог диска. Уреус се повезује са богињом Вадет и вјеровало се да кобра може бити само женског рода и да се размножава партеногенезом. По неким вјеровањима први уреус је направила богиња Изида која ју је оформила од земаљске прашине и пљувачке бога Ра. Помоћу уреуса је касније стекла трон Египта за свог мужа Озириса. Као Сунце, за бога Ра се сматрало да све види.

## Ра и Сунце
За старе Египћане, Сунце је представљало свјетло, топлоту и, самим тиме, раст. Ово је учинило да Ра буде врло битан за Египћане, и вјероватно због тога да га учине господаром свега. На Сунце се обично гледало као на око или тијело Ра.
За Сунце се вјеровало да путује у броду, да заштити своју ватру од пра-вода подземног свијета кроз које је пролазило током ноћи. Ра је путовао у свом броду са разним божанствима, укључујући Маата који је управљао и Сетом и Мехеном који су бранили брод од чудовишта подземља. У ова чудовишта се убрајао Апеп, змија који покушава сваке ноћи да прогута брод. Египћани су видјели излазак Сунца као поновно рођење Сунца кроз Нут, небо, изграђујући концепт поновног рођења и обнављања Ра, учвршћујући његову улога као бога ствараоца.
Како су култови разних сунчевих божанстава расли и падали, улога Ра као најпознатијег бога Сунца у египатском пантеону се константно мијењала. Хорус, Ра, Атен и Амон-Ра су измјењивали улоге, али су сви задржали своја сунчана својства.

## Обожавање
Култ Ра је порастао отприлике у другој египатској династији, учвршћујући Ра као бога Сунца. До четврте династије, на фараоне се гледало као на Раова отјелотворења на земљи, за које се говорило „Синови Ра“. Обожавање Ра је достигло свој врхунац у петој династији, када је постао званични бог Египта, и пирамиде, обелисци и храмови Сунца су дизани у његову част. Почели су се појављивати текстови у пирамидама који су давали све више и више значаја Ра за путовање фараона кроз подземни свијет.
До једанаесте династије, Ра је постао нешто слично хришћанском богу. Митологија је говорила да је створио земљу за човјека, и да је зло узроковало људске поступке. У овом смислу Ра је био блиско везан са Маат, богињом закона и истине. Чак се и указивало да ће казнити зло након смрти. У периоду Средњег царства, Ра се често повезивао или комбиновао са другим божанствима, посебно Амуном и Озирисом.
У Новом Краљевству, обожавање Ра је постало још величанственије. Зидовима гробница се још више посвећивало пажње детаљним текстовима који су описивали Раово путовање кроз подземни свијет. За њега се такође говорило да носи молитве живих за мртве на свом броду. У овом периоду је идеја да Ра стари заједно са Сунцем била најпопуларнија.
Чинови обожавања Ра су укључивали химне, молитве и чаролије да помогну Ра да побиједи Апепа.
Иако је култ Ра био врло распрострањен, његов центар је био у Хелиополису, дому Енеада за кога се вјеровало да је глава Атума. Празник „Прихватање Ра“ се славио на 26. мај по грегоријанском календару.

## Ра поистовећиван са другим божанствима
Тако као и у случају са другим египатским божанствима тако је и бог Ра поистовјећиван са другим божанствима у циљу сврставања локалних култова у један државни пантеон и био је у различитим добима односно временима поистовјећиван са:
- Амон или Амон-Ра

Амон је прво био члан одгоаде заједно са својом женском половином Амаунет и био је у старијим временима сматран и патроном града Тебе, био је поистовјећиван са вјетром и ваздухом, не са Сунцем и не зна се тачно када је наступила ова синтеза, а помиње се у текстовима пирамида 5. династије. Данас је примана хипотеза по којој су бога Амон-Ра створили тебански свештеници 18. династије да би спојили стари култ бога Ра са Амоновим култом. Током времена он постаје једини бог Египта а његови свештеници су добијали моћ која је угрожавала апсолутизам самог фараона.
- Атум или Атум-Ра

Слично као и Амон-Ра и Атум-Ра (или рјеђе Ра-Атум), настао је из два старија божанства. Атум је био спајан са сунцем и био је створитељ енеаде. Оба божанства су сматрана очевима богова и фараона. Било је такорећи неминовно спајање ова два божанства како би се Ра сматрао оцем богова и енеаде.
- Ра-Харахтеј

У току староегипатске историје је бог Ра-Харахтеј био само титула. Ово име би могло да се преведе као „Ра који је Хором хоризоната“. Значење је требало да спаја Хора и излазеће сунце, богом Ра. Могуће је да ово име отказује на онога који путује од хоризонта ка хоризонту и доноси наду за поновно рођење. Спајање Хора и Ра је настало из заједничких особина и спојем са особом фараона.
- Хепрер и Хнум

Хепрер је био инсект скарабеј који је котрљао сунце код његовог изласка и сматран је за најранију слику бога Ра. Слично је бог Хнум био тај који је био слика вечерњег сунца односно бога. Слика да су различити богови управљали у појединим дијеловима дана је била јако раширена у старом Египту.
- Птах

Ријетко је бог Птах био спајан са богом Ра. Птах је био створитељ богова по Мемфилдској космогонији. Чешће је бог Ра био сматран за онога коме је он Птаху дао живот посредством своје божанске воље као првом створењу.